# Чуксола
Чуксо́ла (рос. Чуксола, марій. Чӱксола) — присілок у складі Новотор'яльського району Марій Ел, Росія. Адміністративний центр Чуксолинського сільського поселення.
В радянські часи існувало окремо два населених пункти — Чуксола та Чук-Сола.

## Населення
Населення — 410 осіб (2010; 339 у 2002).
Національний склад (станом на 2002 рік):
- марійці — 92 %